# Teufelsschloss (Eibenstock)
Mit Teufelsschloss oder auch Ringwall von Blauenthal werden die Überreste einer mittelalterlichen Höhenburg über dem Westufer der Großen Bockau etwa 750 m südlich von Blauenthal im Erzgebirge bezeichnet. Die Anlage existierte etwa vom Ende des 12. Jahrhunderts bis um 1400.

## Beschreibung
Die Bezeichnung Ringwall von Blauenthal ist unzutreffend. Basierend auf archäologischen Ausgrabungen hatte die ovale Anlage eine Länge von etwa 55 Metern und eine Breite von 30 Metern. In der Mitte, auf weitestgehend gewachsenem Fels, befand sich das leicht erhöhte Kernwerk. Aufgrund dessen kann die Anlage zu den Spornburgen gezählt werden. Die Bezeichnung Teufelsschloss wurde vermutlich durch den Volksmund geprägt.
Das Kernwerk ist steil abgeböscht und besitzt ein langes ovales Plateau von ca. 40 Metern Länge und bis zu 12 Metern Breite. Als zentraler Punkt kann hier ein turmartiges Bauwerk angenommen werden. Die Grabensohle unterhalb des Plateaus liegt bis zu 8 Meter tiefer als dieses. An der Südseite ist der Graben bis zu 4 Meter breit und 2,5 Meter tief in den Fels gehauen.
Der Standort wurde 1924 von Kommerzienrat Toelle, Papierfabrikant in Blauenthal, wiederentdeckt. Erste Grabungen wurden 1925 durchgeführt. Im Zuge dessen wurden Tonscherben gefunden, welche als Zeugnis einer frühgeschichtlichen Siedlungsstelle gewertet wurden. Möglicherweise steht diese im Zusammenhang mit dem Landesausbau im 12./13. Jahrhundert, als dieser bis in die Kammlagen des Erzgebirges vordrang. 1985 wurden weitere Funde gemacht, als infolge eines Windbruchs mehrere Bäume entwurzelt wurden. An den offenen Flächen wurden neben Scherben auch eine eiserne Axt sowie Tonfiguren gefunden.

## Gegenwart
Die Wehranlage wurde erstmals 1935 als Bodendenkmal unter Schutz gestellt und 1959 erneut. Auf dem Gelände weist eine Tafel auf die Historie des Ortes hin.